# Малая задняя прямая мышца головы
Малая задняя прямая мышца головы (лат. Musculus rectus capitis posterior minor) направляется от заднего бугорка атланта к медиальным отросткам нижней выйной линии затылочной кости.

## Функция
Движение головы кзади при двустороннем сокращении, назад и в сторону — при одностороннем.